# The Personals: Improvisations on Romance in the Golden Years
The Personals: Improvisations on Romance in the Golden Years (Verweistitel The Personals) ist ein US-amerikanischer Dokumentar-Kurzfilm von Keiko Ibi aus dem Jahr 1998, der bei den 71. Academy Awards 1999 mit einem Oscar ausgezeichnet wurde.

## Inhalt
Der Film beschäftigt sich mit dem Wirken von jüdischen New Yorker Senioren, die Mitglieder einer Theatergruppe an der Lower East Side Manhattans sind. Unter der Anleitung von Seth Glassman haben sie beschlossen, ein Stück aufzuführen, das auf ihren eigenen sowohl persönlichen als auch fiktiven Erlebnissen beruht.
Während der wochenlangen Vorbereitungen interagiert Keiko Ibi zwischen den Proben und zeichnet Interviews bei den Beteiligten in ihrem Zuhause auf. Dabei offenbaren einige von ihnen ihre wahren Gefühle und sparen auch sensible Themen wie Sex im Alter, Hingabe und Sehnsucht nach Zuneigung nicht aus. Ihre Ehrlichkeit, ihr Humor, ihr ansteckender Eifer aber auch die traurigen Momente werden thematisiert.

## Produktion, Veröffentlichung
Der Film wurde von Keiko-Films produziert und in New York gefilmt.
The Personals hatte in den USA am 25. April 1999 Premiere im Fernsehen. In Japan wurde er am 2. Juni 2000 auf dem American Short Shorts Film Festival vorgestellt.

## Kritik
Das Branchenblatt der Unterhaltungsindustrie Variety sprach von einem süßen Schnappschuss von Amerikas Älteren, der einen sensiblen Blick auf die Einsamkeit und die Lebenslektionen einer Gruppe von energischen Senioren werfe. Ibis Film über die Sinnlichkeit bei den Alten sei Sachliteratur ohne Schnickschnack und zeichne sich durch Einfachheit aus. Personals werde die Zuschauer davon überzeugen, dass ihre Eltern und Großeltern keine leidenschaftslosen Verwandten seien, die nur fürs Stricken und weichgekochte Eier leben würden. Lobende Erwähnungen gingen an den 82-jährigen Harold Gordon, dessen Charme durchaus mit dem eines jüngeren Playboys konkurrieren könne und Selma Wernick, eine Frau, der es nicht peinlich sei zuzugeben, dass sie jemanden brauche, der sie halte. Negativ wurde vermerkt, dass innerhalb der kurzen Laufzeit zu viel los sei, was für eine gewisse Nervosität sorge.

## Auszeichnungen (Auswahl)
Academy Awards 1999:
- Oscar für Keiko Ibi in der Kategorie „Bester Dokumentar-Kurzfilm“

San Francisco International Film Festival 2000:
- Silver Spire für Keiko Ibi in der Kategorie „Fernsehen – Gesellschaft und Kultur“